# Vanja Rogulj
Vanja Rogulj (Split, 13. veljače 1982.), hrvatski plivač.
Natjecao se na Olimpijskim igrama 2000. Na 100 metara prsno bio je 30.,a u štafeti 4 x 100 metara mješovito osvojio je 14. mjesto. Na OI 2004. bio je 26. na 100 metara prsno, a na 200 metara prsno osvaja 37. mjesto. Na svojim trećim olimpijskim igrama 2008. godine osvojio je 42. mjesto na 100 metara prsno te 12. mjesto u štafeti 4 x 100 metara slobodnim stilom.
Na europskom prvenstvu u kratkim bazenima 2000. godine je osvojio brončanu medalju u štafeti 4 x 50 metara mješovito. U štafeti 4 x 100 metara mješovito osvojio je srebrnu medalju na europskom prvenstvu 2008. Na Mediteranskim igrama 2001. osvojio je zlatnu medalju na 100 metara prsno, a srebrnu medalju na 4 x 100 metara mješovito.
Bio je član splitskih POŠK-a i Mornara te zagrebačke Mladosti.